# Nikolai Bogoliubov

Nikolai Bogoliubov

Nikolai Nikolaevici Bogoliubov (în rusă Никола́й Никола́евич Боголю́бов, n. 8/21 august 1909, Nijni Novgorod, Imperiul Rus – d. 13 februarie 1992, Moscova, Rusia) a fost un matematician rus sovietic, cunoscut pentru contribuțiile în domeniul teoriei cuantelor, mecanicii statistice (teoria funcțiilor de corelație) și teoriei sistemelor dinamice.
De asemenea, a mai adus contribuții importante în domeniul calculului variațional și în teoria modernă a calculului diferențial, contribuții care au permis elaborarea teoriilor moderne ale feromagnetismului și antiferomagnetismului.
A fost nominalizat de mai multe ori la Premiul Nobel pentru Fizică.

## Scrieri
În 1932 a publicat prima sa lucrare despre calculul diferențial.
Alte lucrări valoroase ale sale:
- Asupra teoremei fundamentale a algebrei
- Introducere în mecanica neliniară.

Împreună cu academicianul N. Krîlov, a scris câteva lucrări despre metodele de calcul aproximativ din analiza matematică.

#### Discipoli
- Dmitri Zubarev
- Albert Tavhelidze
- Vsevolod Moscalenco
- Selim Crein
- Anatolie Logunov
- Boris Medvedev
- Iurie Mitroplskii
- Mihail Polivanov
- Serghei Tiablikov
- Dmitri Șirkov
- Boris Struminskii
- Vitalie Melnikov

## Distincții și decorații
Pentru activitatea sa, a obținut  Premiul Lenin  în 1958, 1959, 1967, 1969, 1975, 1979 și Premiul Stalin în 1947 și 1953.
A fost membru al Academiei de Științe al RSS Ucraineană și membru corespondent al Academiei de Științe a URSS.